# توني جوردن (كاتب)
توني جوردن (بالإنجليزية: Tony Jordan)‏ هو كاتب سيناريو بريطاني، ولد في 21 يوليو 1957 في ساوثبورت ‏ في المملكة المتحدة.

## وصلات خارجية
- توني جوردن على موقع IMDb (الإنجليزية)
- توني جوردن على موقع قاعدة بيانات الفيلم (الإنجليزية)